# Nguyễn Quang Chữ
Nguyễn Quang Chữ là Thiếu tướng Công an nhân dân Việt Nam đã nghỉ hưu. Ông nguyên là Phó Tổng cục trưởng Tổng cục Chính trị Công an nhân dân.

## Tiểu sử
Nguyễn Quang Chữ là đảng viên Đảng Cộng sản Việt Nam.
Tháng 2 năm 2011, Nguyễn Quang Chữ là Đại tá công an, Cục trưởng Cục Chính sách, Tổng cục Xây dựng Lực lượng, Bộ Công an (Việt Nam), Giám đốc Bảo hiểm xã hội Công an nhân dân.
Tháng 8 năm 2011, Nguyễn Quang Chữ là Đại tá, Bí thư Đảng ủy, Cục trưởng Cục Chính sách, Tổng cục Xây dựng Lực lượng Công an nhân dân.
Ngày 18 tháng 9 năm 2014, Thiếu tướng Nguyễn Quang Chữ, Cục trưởng Cục Chính sách, Tổng cục Xây dựng Lực lượng được bổ nhiệm giữ chức vụ Phó Tổng cục trưởng Tổng cục Xây dựng lực lượng Công an nhân dân.
Từ tháng 10 năm 2015 đến tháng 9 năm 2018, Nguyễn Quang Chữ là Thiếu tướng Công an nhân dân Việt Nam, Phó Tổng cục trưởng Tổng cục Chính trị Công an nhân dân.
Kể từ ngày 1 tháng 9 năm 2018, Nguyễn Quang Chữ nghỉ công tác chờ hưởng chế độ hưu trí.